# Gafarró cellagroc
El gafarró cellagroc (Crithagra frontalis) és un ocell de la família dels fringíl·lids (Fringillidae).

## Hàbitat i distribució
Viu als clars del bosc i praderies de les muntanyes del nord-est, est i sud-est de la República Democràtica del Congo, Uganda, sud-est de Kenya, Ruanda, Burundi i l'extrem nord de Zàmbia, al voltant sud del Llac Tanganyika, a les terres altes de l'oest i centre de Kenya.